# Швандорф
Швандорф (нім. Schwandorf) — місто в Німеччині, розташоване в землі Баварія. Підпорядковується адміністративному округу Верхній Пфальц. Адміністративний центр району Швандорф.
Площа — 123,76 км2. Населення становить 29 020 ос. (станом на 31 грудня 2020).

## Географія

### Клімат
| Клімат Швандорфа                           | Клімат Швандорфа | Клімат Швандорфа | Клімат Швандорфа | Клімат Швандорфа | Клімат Швандорфа | Клімат Швандорфа | Клімат Швандорфа | Клімат Швандорфа | Клімат Швандорфа | Клімат Швандорфа | Клімат Швандорфа | Клімат Швандорфа | Клімат Швандорфа |
| Показник                                   | Січ.             | Лют.             | Бер.             | Квіт.            | Трав.            | Черв.            | Лип.             | Серп.            | Вер.             | Жовт.            | Лист.            | Груд.            | Рік              |
| Абсолютний максимум, °C                    | 15,3             | 16,1             | 24,0             | 31,7             | 34,1             | 36,3             | 39,0             | 38,9             | 32,9             | 26,1             | 19,8             | 13,6             | 39,0             |
| Середній максимум, °C                      | 1,8              | 4,1              | 9,4              | 14,8             | 19,9             | 22,7             | 24,9             | 24,6             | 19,7             | 13,5             | 6,4              | 2,7              | 13,7             |
| Середня температура, °C                    | −1               | 0,2              | 4,5              | 8,8              | 13,8             | 16,9             | 18,9             | 18,5             | 14,2             | 9,0              | 3,5              | 0,2              | 9,0              |
| Середній мінімум, °C                       | −3,9             | −3,7             | −0,3             | 2,9              | 7,6              | 11,0             | 12,8             | 12,4             | 8,7              | 4,5              | 0,6              | −2,3             | 4,2              |
| Абсолютний мінімум, °C                     | −24,8            | −22,7            | −21,3            | −7,7             | −2,4             | 1,1              | 4,3              | 2,4              | −0,3             | −7,4             | −13,3            | −21,8            | −24,8            |
| Норма опадів, мм                           | 49.5             | 38.5             | 41.0             | 37.5             | 65.6             | 72.3             | 84.3             | 66.0             | 53.6             | 51.6             | 47.4             | 52.3             | 659.6            |
| ------------------------------------------ | ---------------- | ---------------- | ---------------- | ---------------- | ---------------- | ---------------- | ---------------- | ---------------- | ---------------- | ---------------- | ---------------- | ---------------- | ---------------- |
| Джерело: Weather and climate in Schwandorf |                  |                  |                  |                  |                  |                  |                  |                  |                  |                  |                  |                  |                  |